# Championnat de France de rugby à XV 2024-2025
Navigation
Top 14 2023-2024 Top 14 2025-2026
La saison 2024-2025 de Top 14 est la 126e édition du championnat de France de rugby à XV. Elle oppose pour la 20e année consécutive les quatorze meilleures équipes professionnelles de rugby à XV françaises. La saison débute le 7 septembre 2024 et se termine le 28 juin 2025 lors de la finale pour le titre de champion de France.
Le Stade toulousain est tenant du titre après s'être imposé contre l'Union Bordeaux Bègles en finale lors de la saison précédente. Le RC Vannes, champion de France de deuxième division 2023-2024, est promu dans le Top 14.

## Présentation

### Participants
Les équipes engagées dans la compétition sont les 12 premières au classement de l'édition précédente, ainsi que le RC Vannes promu de Pro D2, à savoir le champion de France de deuxième division et le gagnant du match d'accession 2024 :
| \| Aviron bayonnais Union Bordeaux Bègles Castres ol. ASM Clermont Lyon OU Montpellier HR Section paloise USA Perpignan Racing 92 Stade rochelais Stade français Paris RC Toulon Stade toulousain RC Vannes \| Localisation des clubs engagés en championnat. |
| Aviron bayonnais Union Bordeaux Bègles Castres ol. ASM Clermont Lyon OU Montpellier HR Section paloise USA Perpignan Racing 92 Stade rochelais Stade français Paris RC Toulon Stade toulousain RC Vannes                                                      |

Depuis le début de l'ère professionnelle en 1998, quatre clubs n'ont jamais été relégués : le Stade toulousain, l'ASM Clermont, le Stade français Paris et le Castres olympique. Montpellier HR connaît également le format à 14 équipes sans interruption depuis la création du Top 14 en 2005.
Dans la liste détaillée des équipes participantes, les clubs sont classés en fonction de leur classement général au Championnat de France professionnel de la saison précédente.
| Club                  | Dernière montée | Budget en M€ | Classement 2023-2024 | Entraîneur en chef    | Stade                                   | Capacité | Compétition européenne 2024-2025 |
| --------------------- | --------------- | ------------ | -------------------- | --------------------- | --------------------------------------- | -------- | -------------------------------- |
| Stade toulousain      | 1907            | 49           | 1er                  | Ugo Mola              | Stade Ernest-Wallon, Toulouse           | 18 784   | Champions Cup                    |
| Stade français        | 1997            | 45           | 2e                   | Laurent Labit         | Stade Jean-Bouin, Paris                 | 19 607   | Champions Cup                    |
| Union Bordeaux Bègles | 2011            | 30           | 3e                   | Yannick Bru           | Stade Chaban-Delmas, Bordeaux           | 34 635   | Champions Cup                    |
| RC Toulon             | 2008            | 35           | 4e                   | Pierre Mignoni        | Stade Mayol, Toulon                     | 16 437   | Champions Cup                    |
| Stade rochelais       | 2014            | 37           | 5e                   | Ronan O'Gara          | Stade Marcel-Deflandre, La Rochelle     | 16 689   | Champions Cup                    |
| Racing 92             | 2009            | 27,3         | 6e                   | Patrice Collazo       | Paris La Défense Arena, Nanterre        | 30 680   | Champions Cup                    |
| Castres olympique     | 1989            | 25           | 7e                   | Xavier Sadourny       | Stade Pierre-Fabre, Castres             | 11 778   | Champions Cup                    |
| ASM Clermont          | 1925            | 34           | 8e                   | Christophe Urios      | Stade Marcel-Michelin, Clermont-Ferrand | 19 357   | Champions Cup                    |
| Section paloise       | 2015            | 28           | 9e                   | Sébastien Piqueronies | Stade du Hameau, Pau                    | 14 999   | Challenge Cup                    |
| USA Perpignan         | 2021            | 22,5         | 10e                  | Franck Azéma          | Stade Aimé-Giral, Perpignan             | 14 727   | Challenge Cup                    |
| Lyon OU               | 2016            | 35           | 11e                  | Karim Ghezal          | Matmut Stadium Gerland, Lyon            | 35 052   | Challenge Cup                    |
| Aviron bayonnais      | 2022            | 30           | 12e                  | Grégory Patat         | Stade Jean-Dauger, Bayonne              | 14 537   | Challenge Cup                    |
| Montpellier HR        | 2003            | 28           | 13e                  | Joan Caudullo         | GGL Stadium, Montpellier                | 14 392   | Challenge Cup                    |
| RC Vannes             | 2024            | 19           | 2e (Pro D2)          | Jean-Noël Spitzer     | Stade de la Rabine, Vannes              | 11 865   | Challenge Cup                    |

Légende des couleurs et abréviations :

### Calendrier
La LNR publie le calendrier de la nouvelle saison le 11 juillet 2024.
| Nom                                            | Date                              | Équipes participantes |
| ---------------------------------------------- | --------------------------------- | --------------------- |
| Phase régulière                                |                                   |                       |
| Matchs aller                                   | Matchs aller                      | 14                    |
| 1re journée 13e journée                        | 7 septembre 2024 28 décembre 2024 | 14                    |
| Matchs retour                                  |                                   | 14                    |
| 14e journée 26e journée                        | 4 janvier 2025 7 juin 2025        | 14                    |
| Phase finale                                   |                                   |                       |
| Barrages                                       | 14 juin 2025                      | 4                     |
| Barrage d'accession                            | 14 juin 2025                      | 2 (1 + 1)             |
| Demi-finales                                   | 20/21/22 juin 2025, au Parc OL    | 4                     |
| Finale                                         | 28 juin 2025, au Stade de France  | 2                     |
| En italique : club issu de division inférieure |                                   |                       |

## Compétition

### Saison régulière
La saison régulière voit les 14 équipes s'affronter en matchs aller/retour sur 26 journées. Le calendrier des journées est établi par le Comité Directeur en amont de la première journée.
A l'issue de la saison régulière, les six meilleures équipes au classement accèdent à la phase finale, tandis que la 13e équipe au classement participe au match d'accession contre le finaliste de Pro D2 et que la dernière équipe au classement est reléguée en Pro D2.

#### Classement
Le classement de la saison régulière est établi en fonction des points terrain auxquels sont ajoutés les points de bonus et retranchés, le cas échéant, les points de pénalisation.
Une équipe remporte 4 points terrain par victoire, 2 points terrain par match nul, 0 point par défaite. Une équipe perd 2  points terrain en cas de forfait ou de disqualification, tandis que l'équipe adverse en emporte 5.
Une équipe remporte 1 point de bonus offensif si elle marque au moins 3 essais de plus que son adversaire lors d'une même rencontre, et remporte 1 point de bonus défensif si elle perd de 5 points ou moins.
Si deux ou plusieurs équipes se trouvent à égalité au classement de la saison régulière, les facteurs suivants sont pris en compte pour les départager :
1. Nombre de points terrain, de bonus et de pénalisation obtenus sur l'ensemble des rencontres ayant opposé les équipes concernées ;
2. Goal-average sur l'ensemble de la compétition ;
3. Goal-average sur l'ensemble des rencontres ayant opposé les équipes concernées ;
4. Différence entre le nombre d'essais marqués et concédés sur l'ensemble des rencontres ayant opposé les équipes concernées ;
5. Différence entre le nombre d'essais marqués et concédés sur l'ensemble de la compétition ;
6. Nombre de points marqués dans toutes les rencontres de la compétition ;
7. Nombre d'essais marqués dans toutes les rencontres de la compétition ;
8. Nombre de forfaits n'ayant pas entraîné de forfait général de la compétition ;
9. Classement général durant la saison précédente du championnat[note 2].

| Rang | Club                     | J  | V  | N | D  | Em  | Ee  | Bo | Bd | Pm  | Pe  | Diff | Pts |
| ---- | ------------------------ | -- | -- | - | -- | --- | --- | -- | -- | --- | --- | ---- | --- |
| 1    | Stade toulousain T       | 26 | 18 | 1 | 7  | 118 | 52  | 11 | 5  | 891 | 462 | +429 | 90  |
| 2    | Union Bordeaux Bègles C1 | 26 | 17 | 0 | 9  | 98  | 72  | 5  | 5  | 762 | 609 | +153 | 78  |
| 3    | RC Toulon                | 26 | 15 | 0 | 11 | 79  | 68  | 7  | 5  | 680 | 595 | +85  | 72  |
| 4    | Aviron bayonnais         | 26 | 15 | 1 | 10 | 72  | 76  | 2  | 4  | 632 | 650 | -18  | 68  |
| 5    | ASM Clermont             | 26 | 13 | 0 | 13 | 85  | 67  | 6  | 5  | 674 | 627 | +47  | 63  |
| 6    | Castres olympique        | 26 | 13 | 2 | 11 | 69  | 71  | 3  | 4  | 626 | 658 | -32  | 63  |
| 7    | Stade rochelais          | 26 | 13 | 1 | 12 | 75  | 65  | 5  | 3  | 617 | 635 | -18  | 62  |
| 8    | Section paloise          | 26 | 13 | 0 | 13 | 73  | 92  | 4  | 5  | 682 | 719 | -37  | 61  |
| 9    | Montpellier HR           | 26 | 12 | 0 | 14 | 66  | 64  | 3  | 5  | 623 | 609 | +14  | 56  |
| 10   | Racing 92                | 26 | 11 | 2 | 13 | 81  | 83  | 1  | 7  | 710 | 720 | -10  | 56  |
| 11   | Lyon OU                  | 26 | 10 | 2 | 14 | 77  | 84  | 2  | 4  | 675 | 722 | -47  | 50  |
| 12   | Stade français Paris     | 26 | 10 | 0 | 16 | 64  | 92  | 2  | 3  | 597 | 755 | -158 | 45  |
| 13   | USA Perpignan            | 26 | 9  | 2 | 15 | 40  | 72  | 2  | 2  | 469 | 647 | -178 | 44  |
| 14   | RC Vannes P              | 26 | 7  | 1 | 18 | 76  | 115 | 1  | 5  | 661 | 891 | -230 | 36  |

Phase finale
- 1er et 2e : demi-finales
- 3e à 6e : barrages

Relégation en Pro D2 2025-2026
- 13e : match d'accession
- 14e : relégation

Compétitions européennes 2025-2026
- 1er à 8e : phase de poule en Champions Cup
- 9e à 12e : phase de poule en Challenge Cup

Abréviations
- T : Tenant du titre
- C1 : Vainqueur de la Champions Cup 2024-2025
- P : Promu de Pro D2

#### Résultats
L'équipe qui reçoit est indiquée dans la colonne de gauche.
| Résultats (▼dom., ►ext.) | BAY   | BOR   | CAS   | CLE   | LYO   | MON   | SFR   | PAU   | PER   | RAC   | LAR   | TLN   | TLS   | VAN   |
| Aviron bayonnais         | —     | 36-32 | 33-12 | 31-18 | 28-14 | 28-27 | 21-13 | 27-22 | 21-19 | 32-15 | 37-7  | 18-10 | 12-8  | 38-32 |
| Union Bordeaux Bègles    | 30-27 | —     | 34-29 | 22-18 | 20-22 | 9-6   | 46-26 | 19-6  | 66-12 | 52-34 | 10-21 | 21-17 | 32-24 | 59-28 |
| Castres olympique        | 33-3  | 3-13  | —     | 34-29 | 30-25 | 30-26 | 35-13 | 24-19 | 27-12 | 31-28 | 28-24 | 28-26 | 28-23 | 32-13 |
| ASM Clermont             | 26-10 | 32-27 | 54-10 | —     | 39-31 | 18-22 | 55-20 | 39-7  | 31-13 | 21-23 | 33-19 | 19-18 | 18-35 | 55-33 |
| Lyon OU                  | 38-49 | 28-26 | 40-38 | 22-30 | —     | 32-23 | 35-3  | 27-29 | 17-12 | 34-47 | 53-17 | 27-20 | 17-17 | 36-21 |
| Montpellier HR           | 42-10 | 46-27 | 21-17 | 10-23 | 22-26 | —     | 38-32 | 30-3  | 19-13 | 21-17 | 16-0  | 30-38 | 11-20 | 26-24 |
| Stade français           | 31-27 | 19-46 | 21-10 | 36-6  | 31-30 | 29-20 | —     | 39-37 | 24-7  | 40-24 | 22-17 | 10-14 | 21-27 | 34-31 |
| Section paloise          | 51-29 | 22-26 | 33-26 | 20-14 | 29-15 | 40-38 | 30-16 | —     | 23-6  | 23-33 | 32-18 | 25-21 | 14-22 | 48-24 |
| USA Perpignan            | 16-11 | 17-29 | 20-20 | 33-3  | 29-26 | 7-26  | 20-18 | 11-10 | —     | 28-24 | 21-13 | 13-22 | 42-35 | 32-13 |
| Racing 92                | 24-24 | 36-31 | 20-27 | 33-20 | 25-25 | 25-27 | 49-24 | 29-47 | 30-23 | —     | 16-17 | 22-6  | 17-21 | 25-30 |
| Stade rochelais          | 29-28 | 32-22 | 12-12 | 20-15 | 43-22 | 47-18 | 35-18 | 49-25 | 38-15 | 21-26 | —     | 19-15 | 22-19 | 14-23 |
| RC Toulon                | 39-19 | 27-10 | 30-28 | 31-24 | 21-10 | 30-17 | 24-6  | 56-25 | 40-19 | 36-24 | 45-26 | —     | 16-50 | 54-19 |
| Stade toulousain         | 41-6  | 12-16 | 52-6  | 48-14 | 43-3  | 27-17 | 38-23 | 55-10 | 41-9  | 35-37 | 35-27 | 57-5  | —     | 63-21 |
| RC Vannes                | 21-27 | 29-37 | 34-28 | 19-20 | 30-20 | 37-24 | 33-28 | 26-52 | 20-20 | 24-27 | 29-30 | 29-19 | 18-43 | —     |

- Victoire à domicile
- Match nul
- Victoire à l'extérieur

Les points marqués par chaque équipe sont inscrits dans les colonnes centrales (3-4) alors que les essais marqués sont donnés dans les colonnes latérales (1-6). Les points de bonus sont symbolisés par une bordure bleue pour les bonus offensifs (trois essais de plus que l'adversaire), orange pour les bonus défensifs (défaite par moins de cinq points d'écart), rouge si les deux bonus sont cumulés.

### Barrage d'accession
Le club classé à la 13e place au classement à l'issue de la saison régulière dispute à l'extérieur un match d'accession contre le finaliste de Pro D2. Le gagnant joue en première division la saison suivante.
| Barrage d'accession 14 juin 2025 18 h | FC Grenoble | 11 - 13 (8 - 7) | USA Perpignan | Stade des Alpes, Grenoble 19 695 spectateurs Arbitre : Thomas Charabas Diffuseur : Canal+ |
| Barrage d'accession 14 juin 2025 18 h |             |                 |               | Stade des Alpes, Grenoble 19 695 spectateurs Arbitre : Thomas Charabas Diffuseur : Canal+ |
| Barrage d'accession 14 juin 2025 18 h |             |                 |               | Stade des Alpes, Grenoble 19 695 spectateurs Arbitre : Thomas Charabas Diffuseur : Canal+ |

### Phase finale
Les six premiers au classement de la saison régulière participent à la phase finale. Les deux équipes les mieux classées accèdent directement aux demi-finales et y affrontent les gagnants des matchs de barrages, opposant les équipes classées de la 3e à la 6e place.
Les demi-finales se jouent sur terrain neutre, et les gagnants s'affrontent en finale pour le titre de champion de France.

#### Tableau final

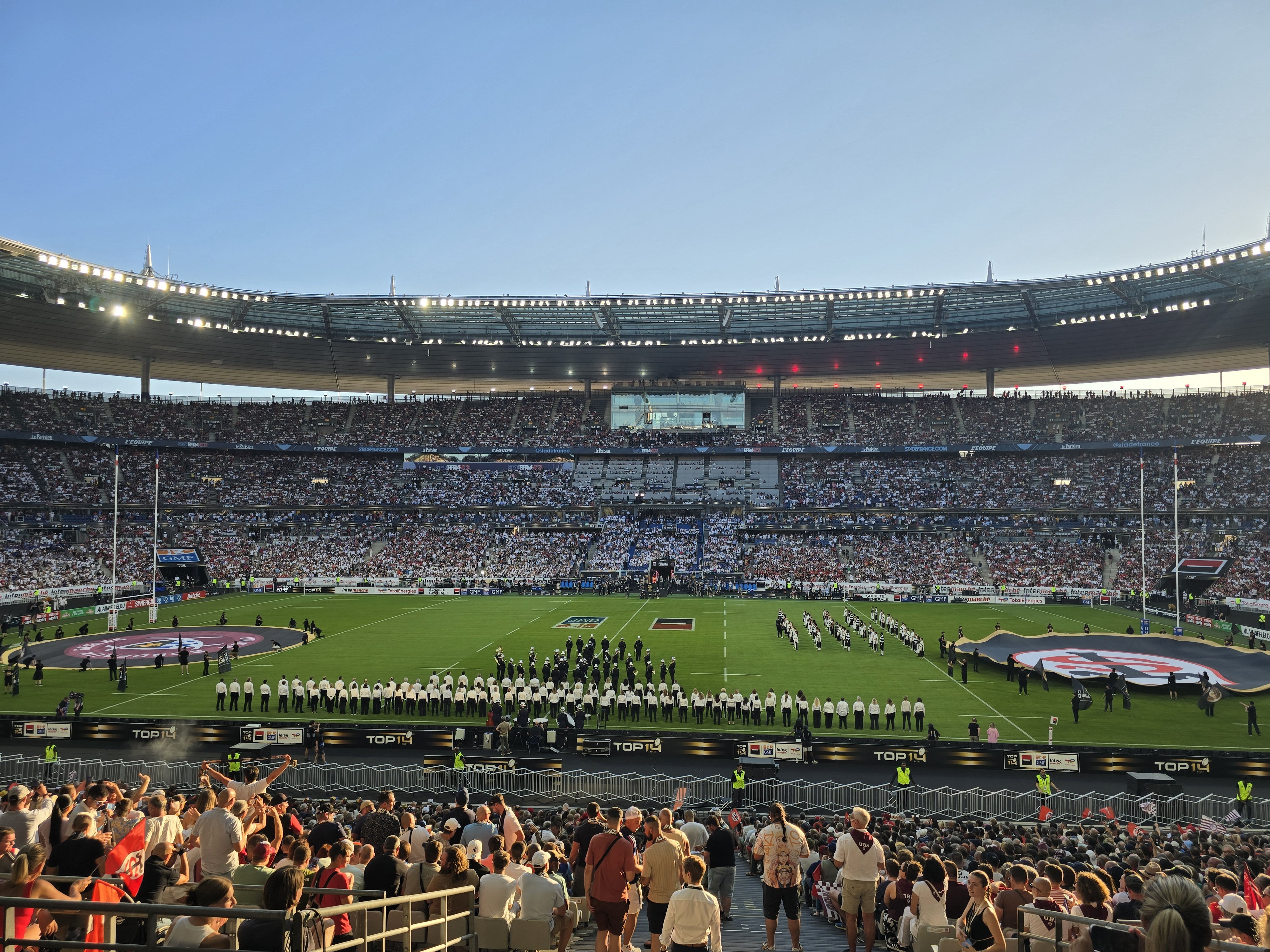
La finale du Top 14 au stade de France.

|  | Barrages | Barrages              | Barrages                                 | Barrages              |                                           |                  | Demi-finales                             | Demi-finales                             | Demi-finales                             | Demi-finales                             |  |  | Finale                                      | Finale                                      | Finale                                      | Finale                                      |
|  |          |                       |                                          |                       |                                           |                  |                                          |                                          |                                          |                                          |  |  |                                             |                                             |                                             |                                             |
|  |          |                       |                                          |                       |                                           |                  | 20 juin 2025 - Parc OL, Décines-Charpieu | 20 juin 2025 - Parc OL, Décines-Charpieu | 20 juin 2025 - Parc OL, Décines-Charpieu | 20 juin 2025 - Parc OL, Décines-Charpieu |  |  | 28 juin 2025 - Stade de France, Saint-Denis | 28 juin 2025 - Stade de France, Saint-Denis | 28 juin 2025 - Stade de France, Saint-Denis | 28 juin 2025 - Stade de France, Saint-Denis |
|  |          |                       |                                          |                       |                                           |                  | 20 juin 2025 - Parc OL, Décines-Charpieu | 20 juin 2025 - Parc OL, Décines-Charpieu | 20 juin 2025 - Parc OL, Décines-Charpieu | 20 juin 2025 - Parc OL, Décines-Charpieu |  |  | 28 juin 2025 - Stade de France, Saint-Denis | 28 juin 2025 - Stade de France, Saint-Denis | 28 juin 2025 - Stade de France, Saint-Denis | 28 juin 2025 - Stade de France, Saint-Denis |
|  |          |                       |                                          |                       |                                           |                  | 20 juin 2025 - Parc OL, Décines-Charpieu | 20 juin 2025 - Parc OL, Décines-Charpieu | 20 juin 2025 - Parc OL, Décines-Charpieu | 20 juin 2025 - Parc OL, Décines-Charpieu |  |  | 28 juin 2025 - Stade de France, Saint-Denis | 28 juin 2025 - Stade de France, Saint-Denis | 28 juin 2025 - Stade de France, Saint-Denis | 28 juin 2025 - Stade de France, Saint-Denis |
|  |          |                       |                                          |                       |                                           |                  | 20 juin 2025 - Parc OL, Décines-Charpieu | 20 juin 2025 - Parc OL, Décines-Charpieu | 20 juin 2025 - Parc OL, Décines-Charpieu | 20 juin 2025 - Parc OL, Décines-Charpieu |  |  | 28 juin 2025 - Stade de France, Saint-Denis | 28 juin 2025 - Stade de France, Saint-Denis | 28 juin 2025 - Stade de France, Saint-Denis | 28 juin 2025 - Stade de France, Saint-Denis |
|  |          |                       |                                          |                       |                                           |                  | 20 juin 2025 - Parc OL, Décines-Charpieu | 20 juin 2025 - Parc OL, Décines-Charpieu | 20 juin 2025 - Parc OL, Décines-Charpieu | 20 juin 2025 - Parc OL, Décines-Charpieu |  |  | 28 juin 2025 - Stade de France, Saint-Denis | 28 juin 2025 - Stade de France, Saint-Denis | 28 juin 2025 - Stade de France, Saint-Denis | 28 juin 2025 - Stade de France, Saint-Denis |
|  | 1        | Stade toulousain      | 32                                       | 32                    |                                           |                  |                                          |                                          |                                          |                                          |  |  | 28 juin 2025 - Stade de France, Saint-Denis | 28 juin 2025 - Stade de France, Saint-Denis | 28 juin 2025 - Stade de France, Saint-Denis | 28 juin 2025 - Stade de France, Saint-Denis |
|  | 1        | Stade toulousain      | 32                                       | 32                    | 13 juin 2025 - Stade Jean-Dauger, Bayonne |                  |                                          |                                          |                                          |                                          |  |  | 28 juin 2025 - Stade de France, Saint-Denis | 28 juin 2025 - Stade de France, Saint-Denis | 28 juin 2025 - Stade de France, Saint-Denis | 28 juin 2025 - Stade de France, Saint-Denis |
|  |          |                       | 4                                        | Aviron bayonnais      | 25                                        | 25               |                                          |                                          |                                          |                                          |  |  | 28 juin 2025 - Stade de France, Saint-Denis | 28 juin 2025 - Stade de France, Saint-Denis | 28 juin 2025 - Stade de France, Saint-Denis | 28 juin 2025 - Stade de France, Saint-Denis |
|  | 4        | Aviron bayonnais      | 4                                        | Aviron bayonnais      | 25                                        | 25               | 20                                       | 20                                       |                                          |                                          |  |  | 28 juin 2025 - Stade de France, Saint-Denis | 28 juin 2025 - Stade de France, Saint-Denis | 28 juin 2025 - Stade de France, Saint-Denis | 28 juin 2025 - Stade de France, Saint-Denis |
|  | 4        | Aviron bayonnais      | 21 juin 2025 - Parc OL, Décines-Charpieu |                       |                                           |                  | 20                                       | 20                                       |                                          |                                          |  |  | 28 juin 2025 - Stade de France, Saint-Denis | 28 juin 2025 - Stade de France, Saint-Denis | 28 juin 2025 - Stade de France, Saint-Denis | 28 juin 2025 - Stade de France, Saint-Denis |
|  | 5        | ASM Clermont          | 3                                        | 3                     |                                           |                  |                                          |                                          |                                          |                                          |  |  | 28 juin 2025 - Stade de France, Saint-Denis | 28 juin 2025 - Stade de France, Saint-Denis | 28 juin 2025 - Stade de France, Saint-Denis | 28 juin 2025 - Stade de France, Saint-Denis |
|  | 5        | ASM Clermont          | 3                                        | 3                     | 1                                         | Stade toulousain | 39 ap                                    | 39 ap                                    |                                          |                                          |  |  |                                             |                                             |                                             |                                             |
|  |          |                       |                                          |                       | 1                                         | Stade toulousain | 39 ap                                    | 39 ap                                    |                                          |                                          |  |  |                                             |                                             |                                             |                                             |
|  |          |                       | 2                                        | Union Bordeaux Bègles | 33                                        | 33               |                                          |                                          |                                          |                                          |  |  |                                             |                                             |                                             |                                             |
|  |          |                       |                                          |                       | 33                                        | 33               |                                          |                                          |                                          |                                          |  |  |                                             |                                             |                                             |                                             |
|  |          |                       |                                          |                       |                                           |                  |                                          |                                          |                                          |                                          |  |  |                                             |                                             |                                             |                                             |
|  |          |                       |                                          |                       |                                           |                  |                                          |                                          |                                          |                                          |  |  |                                             |                                             |                                             |                                             |
|  | 2        | Union Bordeaux Bègles | 39                                       | 39                    |                                           |                  |                                          |                                          |                                          |                                          |  |  |                                             |                                             |                                             |                                             |
|  | 2        | Union Bordeaux Bègles | 39                                       | 39                    | 14 juin 2025 - Stade Mayol, Toulon        |                  |                                          |                                          |                                          |                                          |  |  |                                             |                                             |                                             |                                             |
|  |          |                       | 3                                        | RC Toulon             | 24                                        | 24               |                                          |                                          |                                          |                                          |  |  |                                             |                                             |                                             |                                             |
|  | 3        | RC Toulon             | 3                                        | RC Toulon             | 24                                        | 24               | 52                                       | 52                                       |                                          |                                          |  |  |                                             |                                             |                                             |                                             |
|  | 3        | RC Toulon             |                                          |                       |                                           |                  |                                          | 52                                       |                                          |                                          |  |  |                                             |                                             |                                             |                                             |
|  | 6        | Castres olympique     | 23                                       | 23                    |                                           |                  |                                          |                                          |                                          |                                          |  |  |                                             |                                             |                                             |                                             |
|  | 6        | Castres olympique     | 23                                       | 23                    |                                           |                  |                                          |                                          |                                          |                                          |  |  |                                             |                                             |                                             |                                             |
|  |          |                       |                                          |                       |                                           |                  |                                          |                                          |                                          |                                          |  |  |                                             |                                             |                                             |                                             |

#### Barrages
Les matchs de barrage ont lieu les 13 et 14 juin 2025 dans les stades des équipes qualifiées les mieux classées.
| Barrage 13 juin 2025 21 h 5 | Aviron bayonnais                                                                                         | 20 - 3 (9 - 3) | ASM Clermont Auvergne                                               | Stade Jean-Dauger, Bayonne 13 507 spectateurs Arbitre : Tual Trainini Diffuseur : Canal+ |
| Barrage 13 juin 2025 21 h 5 | Essai(s) : 1 Spring (56e) Pénalité(s) : 4 Segonds (19e, 33e), Lopez (61e, 72e) Drop(s) : 1 Segonds (24e) | Rapport        | Pénalité(s) : 1 Urdapilleta (26e) Carton(s) jaune(s) : 1 Bézy (71e) | Stade Jean-Dauger, Bayonne 13 507 spectateurs Arbitre : Tual Trainini Diffuseur : Canal+ |
| Barrage 13 juin 2025 21 h 5 | | Rapport        |                                                                     | Stade Jean-Dauger, Bayonne 13 507 spectateurs Arbitre : Tual Trainini Diffuseur : Canal+ |

| Barrage 14 juin 2025 21 h 5 | RC Toulon | 52 - 23 (12 - 10) | Castres olympique | Stade Mayol, Toulon 15 364 spectateurs Arbitre : Benoît Rousselet Diffuseur : Canal+ |
| Barrage 14 juin 2025 21 h 5 | Essai(s) : 6 Jaminet (51e), Serin (56e), Isa (70e), White (72e), Nonu (78e), Wainiqolo (80e) Transformation(s) : 5 Jaminet (51e, 56e, 70e, 72e, 78e) Pénalité(s) : 4 Jaminet (13e, 28e, 37e, 40e) | Rapport           | Essai(s) : 2 Papali'i (en) (19e), Fernandez (59e) Transformation(s) : 2 Palis (19e), Fernandez (59e) Pénalité(s) : 3 Palis (35e), Fernandez (42e, 53e) Carton(s) jaune(s) : 1 Le Brun (14e) | Stade Mayol, Toulon 15 364 spectateurs Arbitre : Benoît Rousselet Diffuseur : Canal+ |
| Barrage 14 juin 2025 21 h 5 | | Rapport           | | Stade Mayol, Toulon 15 364 spectateurs Arbitre : Benoît Rousselet Diffuseur : Canal+ |

#### Demi-finales
Les demi-finales du championnat ont lieu les 20 et 21 juin 2025.
| Demi-finale 20 juin 2025 21 h 5 | Stade toulousain | 32 - 25 (20 - 15) | Aviron bayonnais | Parc OL, Décines-Charpieu 58 741 spectateurs Arbitre : Luc Ramos Diffuseur : Canal+ |
| Demi-finale 20 juin 2025 21 h 5 | Essai(s) : 2 R. Ntamack (13e), Graou (32e) Transformation(s) : 2 Ramos (13e, 32e) Pénalité(s) : 6 Ramos (8e, 22e, 45e, 55e, 70e, 74e) Carton(s) jaune(s) : 1 Marchand (51e) | Rapport           | Essai(s) : 1 Martin (80e) Transformation(s) : 1 Lopez (80e) Pénalité(s) : 6 Segonds (2e, 10e, 19e, 29e, 35e, 51e) Carton(s) jaune(s) : 1 Lopez (55e) | Parc OL, Décines-Charpieu 58 741 spectateurs Arbitre : Luc Ramos Diffuseur : Canal+ |
| Demi-finale 20 juin 2025 21 h 5 | | Rapport           | | Parc OL, Décines-Charpieu 58 741 spectateurs Arbitre : Luc Ramos Diffuseur : Canal+ |

| Demi-finale 21 juin 2025 21 h 5 | Union Bordeaux Bègles | 39 - 24 (15 - 10) | RC Toulon | Parc OL, Décines-Charpieu 58 408 spectateurs Arbitre : Ludovic Cayre Diffuseur : Canal+ |
| Demi-finale 21 juin 2025 21 h 5 | Essai(s) : 5 Depoortère (19e), Lamothe (28e, 46e, 56e), Penaud (54e) Transformation(s) : 4 Jalibert (28e, 46e, 56e, 54e) Pénalité(s) : 2 Jalibert (6e, 65e) | Rapport           | Essai(s) : 3 Fainga'anuku (40e), Tuicuvu (63e), Gigashvili (80e) Transformation(s) : 3 Jaminet (40e), Domon (63e, 80e) Pénalité(s) : 1 Jaminet (9e) Carton(s) jaune(s) : 1 Halagahu (50e) | Parc OL, Décines-Charpieu 58 408 spectateurs Arbitre : Ludovic Cayre Diffuseur : Canal+ |
| Demi-finale 21 juin 2025 21 h 5 | | Rapport           | | Parc OL, Décines-Charpieu 58 408 spectateurs Arbitre : Ludovic Cayre Diffuseur : Canal+ |

#### Finale
La finale du championnat a lieu le 28 juin 2025 au Stade de France.
| Finale 28 juin 2025 21 h 5 | Stade toulousain | 39 - 33 ap (20 - 16) (33 - 33) (33 - 33) | Union Bordeaux Bègles | Stade de France 78 534 spectateurs Arbitre : Pierre Brousset Diffuseur : Canal+ et France 2 |
| Finale 28 juin 2025 21 h 5 | Essai(s) : 3 Jelonch (31e), Willis (40e, 46e) Transformation(s) : 3 Ramos (31e, 40e, 46e) Pénalité(s) : 6 Ramos (5e, 21e, 56e, 64e, 96e, 100e) | Rapport                                  | Essai(s) : 3 Penaud (36e) Jalibert (43e), Petti (71e) Transformation(s) : 3 Lucu (36e, 43e, 71e) Pénalité(s) : 4 Lucu (3e, 9e, 27e, 80e) Carton(s) jaune(s) : 2 Petti (32e), Bochaton (55e) | Stade de France 78 534 spectateurs Arbitre : Pierre Brousset Diffuseur : Canal+ et France 2 |
| Finale 28 juin 2025 21 h 5 | | Rapport                                  | | Stade de France 78 534 spectateurs Arbitre : Pierre Brousset Diffuseur : Canal+ et France 2 |

## Statistiques

### Leader par journée
|     | —— | —— | ——  | ——  | ——  | ——               | ——               | ——               | ——               | ——               | ——  | —— | ——  | ——  | ——               | ——               | ——               | ——               | ——               | ——               | ——               | ——               | ——               | ——               | ——               | —— |  |
| ASM | ST | ST | UBB | UBB | UBB | Stade toulousain | Stade toulousain | Stade toulousain | Stade toulousain | Stade toulousain | UBB | ST | UBB | UBB | Stade toulousain | Stade toulousain | Stade toulousain | Stade toulousain | Stade toulousain | Stade toulousain | Stade toulousain | Stade toulousain | Stade toulousain | Stade toulousain | Stade toulousain |    |  |
|     |    |    |     |     |     |                  |                  |                  |                  |                  |     |    |     |     |                  |                  |                  |                  |                  |                  |                  |                  |                  |                  |                  |    |  |
|     |    |    |     |     |     |                  |                  |                  |                  |                  |     |    |     |     |                  |                  |                  |                  |                  |                  |                  |                  |                  |                  |                  |    |  |
| 1   | 2  | 3  | 4   | 5   | 6   | 7                | 8                | 9                | 10               | 11               | 12  | 13 | 14  | 15  | 16               | 17               | 18               | 19               | 20               | 21               | 22               | 23               | 24               | 25               | 26               |    |  |

### Dernier par journée
|    | ——  | ——   | ——        | ——        | ——        | ——        | ——        | ——        | ——        | ——        | ——        | ——        | ——        | ——        | ——        | —— | ——        | ——        | ——        | ——        | ——        | ——        | ——        | ——        | ——        | —— |  |
| SP | RCV | USAP | RC Vannes | RC Vannes | RC Vannes | RC Vannes | RC Vannes | RC Vannes | RC Vannes | RC Vannes | RC Vannes | RC Vannes | RC Vannes | RC Vannes | RC Vannes | SF | RC Vannes | RC Vannes | RC Vannes | RC Vannes | RC Vannes | RC Vannes | RC Vannes | RC Vannes | RC Vannes |    |  |
|    |     |      |           |           |           |           |           |           |           |           |           |           |           |           |           |    |           |           |           |           |           |           |           |           |           |    |  |
|    |     |      |           |           |           |           |           |           |           |           |           |           |           |           |           |    |           |           |           |           |           |           |           |           |           |    |  |
| 1  | 2   | 3    | 4         | 5         | 6         | 7         | 8         | 9         | 10        | 11        | 12        | 13        | 14        | 15        | 16        | 17 | 18        | 19        | 20        | 21        | 22        | 23        | 24        | 25        | 26        |    |  |

### Évolution du classement
| Journée →             | 1  | 2  | 3  | 4  | 5  | 6  | 7  | 8  | 9  | 10 | 11 | 12 | 13 | 14 | 15 | 16 | 17 | 18 | 19 | 20 | 21 | 22 | 23 | 24 | 25 | 26 | Q  | B  | R  |
| Club                  |    |    |    |    |    |    |    |    |    |    |    |    |    |    |    |    |    |    |    |    |    |    |    |    |    |    |    |    |    |
| --------------------- | -- | -- | -- | -- | -- | -- | -- | -- | -- | -- | -- | -- | -- | -- | -- | -- | -- | -- | -- | -- | -- | -- | -- | -- | -- | -- | -- | -- | -- |
| Aviron bayonnais      | 7  | 12 | 13 | 9  | 12 | 10 | 7  | 3  | 4  | 7  | 5  | 4  | 4  | 5  | 4  | 4  | 4  | 4  | 4  | 4  | 4  | 4  | 4  | 4  | 4  | 4  | 18 | 1  |    |
| Union Bordeaux Bègles | 3  | 7  | 2  | 1  | 1  | 1  | 2  | 2  | 2  | 2  | 2  | 1  | 2  | 1  | 1  | 2  | 3  | 2  | 2  | 2  | 2  | 2  | 2  | 2  | 2  | 2  | 25 |    |    |
| Castres olympique     | 6  | 5  | 4  | 6  | 3  | 7  | 6  | 7  | 7  | 5  | 7  | 7  | 8  | 8  | 7  | 6  | 5  | 5  | 5  | 5  | 5  | 5  | 5  | 5  | 5  | 6  | 18 |    |    |
| ASM Clermont          | 1  | 3  | 3  | 7  | 6  | 8  | 5  | 6  | 6  | 6  | 3  | 5  | 5  | 4  | 5  | 5  | 6  | 7  | 9  | 6  | 7  | 6  | 8  | 7  | 7  | 5  | 18 |    |    |
| Lyon OU               | 5  | 2  | 7  | 5  | 7  | 4  | 8  | 9  | 10 | 12 | 13 | 11 | 13 | 10 | 9  | 8  | 8  | 6  | 6  | 7  | 6  | 8  | 9  | 11 | 11 | 11 | 7  | 2  |    |
| Montpellier HR        | 10 | 8  | 10 | 10 | 13 | 11 | 12 | 11 | 11 | 9  | 9  | 8  | 7  | 7  | 8  | 9  | 9  | 8  | 10 | 8  | 9  | 9  | 6  | 8  | 9  | 9  | 1  | 1  |    |
| Stade français Paris  | 12 | 11 | 8  | 13 | 11 | 13 | 13 | 12 | 13 | 10 | 12 | 10 | 11 | 13 | 13 | 12 | 14 | 11 | 11 | 12 | 12 | 12 | 13 | 12 | 12 | 12 |    | 7  | 1  |
| Section paloise       | 14 | 9  | 12 | 8  | 8  | 6  | 9  | 10 | 12 | 13 | 10 | 13 | 10 | 11 | 10 | 11 | 10 | 10 | 7  | 9  | 10 | 11 | 10 | 9  | 8  | 8  | 1  | 2  | 1  |
| USA Perpignan         | 8  | 13 | 14 | 12 | 9  | 12 | 11 | 13 | 9  | 11 | 11 | 12 | 12 | 12 | 11 | 10 | 12 | 13 | 13 | 13 | 13 | 13 | 12 | 13 | 13 | 13 |    | 10 | 1  |
| Racing 92             | 9  | 4  | 11 | 11 | 10 | 9  | 10 | 8  | 8  | 8  | 8  | 9  | 9  | 9  | 12 | 13 | 11 | 12 | 12 | 11 | 11 | 10 | 11 | 10 | 10 | 10 | 1  | 1  |    |
| Stade rochelais       | 4  | 10 | 5  | 4  | 2  | 3  | 3  | 4  | 3  | 3  | 6  | 6  | 6  | 6  | 6  | 7  | 7  | 9  | 8  | 10 | 8  | 7  | 7  | 6  | 6  | 7  | 16 |    |    |
| RC Toulon             | 11 | 6  | 6  | 3  | 4  | 5  | 4  | 5  | 5  | 4  | 4  | 3  | 3  | 3  | 3  | 3  | 2  | 3  | 3  | 3  | 3  | 3  | 3  | 3  | 3  | 3  | 25 |    |    |
| Stade toulousain      | 2  | 1  | 1  | 2  | 5  | 2  | 1  | 1  | 1  | 1  | 1  | 2  | 1  | 2  | 2  | 1  | 1  | 1  | 1  | 1  | 1  | 1  | 1  | 1  | 1  | 1  | 26 |    |    |
| RC Vannes             | 13 | 14 | 9  | 14 | 14 | 14 | 14 | 14 | 14 | 14 | 14 | 14 | 14 | 14 | 14 | 14 | 13 | 14 | 14 | 14 | 14 | 14 | 14 | 14 | 14 | 14 |    | 2  | 23 |

- Qualification pour les demi-finales.
- Qualification pour les barrages.
- Participation au barrage de promotion-relégation face au finaliste de Pro D2 2024-2025.
- Relégation en Pro D2 pour la saison suivante.
- X.1 : Nombre de matchs en retard.

### État de forme des équipes
| Journée ╱ Équipe      | 1                | 2 | 3 | 4 | 5 | 6 | 7 | 8 | 9 | 10 | 11 | 12 | 13 | 14 | 15 | 16 | 17 | 18 | 19 | 20 | 21 | 22 | 23 | 24 | 25 | 26 |   |
| --------------------- | ---------------- | - | - | - | - | - | - | - | - | -- | -- | -- | -- | -- | -- | -- | -- | -- | -- | -- | -- | -- | -- | -- | -- | -- | - |
| Journée ╱ Équipe      | Aviron bayonnais | V | D | D | V | D | V | V | V | V  | D  | V  | V  | V  | D  | D  | V  | D  | V  | D  | V  | D  | V  | N  | V  | D  | V |
| Union Bordeaux Bègles | V                | D | V | V | V | V | D | V | D | V  | V  | V  | V  | V  | D  | D  | V  | V  | V  | D  | V  | D  | D  | V  | D  | V  |   |
| Castres olympique     | V                | D | V | D | V | D | V | D | V | V  | D  | D  | D  | V  | V  | N  | V  | D  | N  | V  | V  | D  | V  | D  | V  | D  |   |
| ASM Clermont          | V                | D | V | D | V | D | V | D | V | V  | V  | D  | D  | V  | D  | D  | D  | D  | D  | V  | D  | V  | D  | V  | V  | V  |   |
| Lyon OU               | V                | V | D | V | D | V | D | D | D | D  | D  | N  | N  | V  | V  | V  | D  | V  | V  | D  | V  | D  | D  | D  | D  | D  |   |
| Montpellier HR        | D                | V | D | D | D | V | D | V | D | V  | D  | V  | V  | V  | D  | D  | D  | V  | D  | V  | D  | V  | V  | D  | V  | D  |   |
| Stade français Paris  | D                | V | D | D | V | D | D | V | D | V  | D  | V  | D  | D  | D  | V  | D  | V  | V  | D  | D  | D  | D  | V  | D  | V  |   |
| Section paloise       | D                | V | D | V | D | V | D | D | D | D  | V  | D  | V  | D  | V  | D  | V  | V  | V  | D  | D  | D  | V  | V  | V  | V  |   |
| USA Perpignan         | D                | D | D | V | V | D | V | D | V | D  | D  | D  | V  | D  | V  | N  | D  | D  | D  | N  | V  | D  | V  | D  | D  | V  |   |
| Racing 92             | D                | V | D | D | V | V | D | V | V | D  | D  | D  | N  | D  | D  | D  | V  | D  | V  | V  | D  | V  | N  | V  | D  | V  |   |
| Stade rochelais       | V                | D | V | V | V | D | V | D | V | D  | D  | V  | D  | V  | D  | D  | D  | D  | N  | D  | V  | V  | V  | V  | V  | D  |   |
| RC Toulon             | D                | V | V | V | D | D | V | D | V | V  | V  | V  | D  | V  | V  | V  | V  | D  | V  | D  | V  | D  | D  | D  | V  | D  |   |
| Stade toulousain      | V                | V | V | D | D | V | V | V | D | V  | V  | N  | V  | D  | V  | V  | V  | V  | D  | V  | V  | V  | V  | D  | V  | D  |   |
| RC Vannes             | D                | D | V | D | D | D | D | V | D | D  | V  | D  | D  | D  | V  | V  | V  | D  | D  | N  | D  | V  | D  | D  | D  | D  |   |

Séries de victoires : 5
- Union Bordeaux Bègles : de la 10e à la 14e journée
- Stade rochelais : de la 21e à la 25e journée

Séries de matchs sans défaite : 5
- Union Bordeaux Bègles : de la 10e à la 14e journée
- Lyon OU : de la 12e à la 16e journée
- Stade rochelais : de la 21e à la 25e journée

Séries de défaites : 5
- Lyon OU : de la 7e à la 11e journée et de la 22e à la 26e journée
- ASM Clermont : de la 15e à la 19e journée

Séries de matchs sans victoire : 7
- Lyon OU : de la 7e à la 13e journée
- Racing 92 : de la 10e à la 16e journée

### Meilleurs réalisateurs
| Rang | Joueur               | Club             | Poste            | Points | Essais | Transf. | Pén. | Drop |
| ---- | -------------------- | ---------------- | ---------------- | ------ | ------ | ------- | ---- | ---- |
| 1    | Joe Simmonds         | Section paloise  | Demi d'ouverture | 255    | 3      | 51      | 43   | 3    |
| 2    | Maxime Lafage        | RC Vannes        | Demi d'ouverture | 253    | 1      | 52      | 47   | 1    |
| 3    | Nolann Le Garrec     | Racing 92        | Demi de mêlée    | 228    | 11     | 31      | 37   | -    |
| 4    | Léo Berdeu           | Lyon OU          | Demi d'ouverture | 216    | 1      | 43      | 41   | -    |
| 5    | Joris Segonds        | Aviron bayonnais | Demi d'ouverture | 195    | 1      | 32      | 38   | 4    |
| 5    | Thomas Ramos         | Stade toulousain | Arrière          | 195    | 4      | 47      | 27   | -    |
| 7    | Antoine Hastoy       | Stade rochelais  | Demi d'ouverture | 183    | 1      | 35      | 34   | 2    |
| 8    | Tommaso Allan        | USAP             | Demi d'ouverture | 164    | -      | 19      | 42   | -    |
| 9    | Benjamin Urdapilleta | ASM              | Demi d'ouverture | 150    | 1      | 35      | 25   | -    |
| 10   | Zack Henry           | Stade français   | Demi d'ouverture | 150    | -      | 24      | 31   | 1    |

### Meilleurs marqueurs
| Rang | Joueur               | Club                  | Poste           | Essais |
| ---- | -------------------- | --------------------- | --------------- | ------ |
| 1    | Louis Bielle-Biarrey | Union Bordeaux Bègles | Ailier          | 13     |
| 2    | Gaël Dréan           | RC Toulon             | Ailier          | 12     |
| 3    | Sireli Maqala        | Aviron bayonnais      | Centre          | 11     |
| 3    | Baptiste Couilloud   | Lyon OU               | Demi de mêlée   | 11     |
| 3    | Nolann Le Garrec     | Racing 92             | Demi de mêlée   | 11     |
| 3    | Émilien Gailleton    | Section paloise       | Centre          | 11     |
| 7    | Damian Penaud        | Union Bordeaux Bègles | Ailier          | 9      |
| 7    | Sekou Macalou        | Stade français Paris  | Troisième ligne | 9      |
| 7    | Ange Capuozzo        | Stade toulousain      | Ailier          | 9      |
| 7    | Thomas Moukoro       | Rugby club vannetais  | Pilier          | 9      |

## Récompenses

### Joueur du week-end
Après chaque journée, les internautes votent sur le site de la LNR pour élire le joueur du week-end.
| Journée | Joueur               | Club                  | Autres nommés                       |
| ------- | -------------------- | --------------------- | ----------------------------------- |
| 1re     | Christian Ambadiang  | Castres olympique     | Nicolas Depoortere Killian Tixeront |
| 2e      | Baptiste Couilloud   | Lyon OU               | Aymeric Luc Lenni Nouchi            |
| 3e      | Louis Bielle-Biarrey | Union Bordeaux Bègles | Dillyn Leyds Damian Penaud          |
| 4e      | Non attribué         | Non attribué          | Non attribué                        |
| 5e      | Paul Boudehent       | Stade rochelais       | Abraham Papali'i Jeremy Ward        |
| 6e      | Antoine Dupont       | Stade toulousain      | Émilien Gailleton Sireli Maqala     |
| 7e      | Jack Willis          | Stade toulousain      | Killian Tixeront Jiuta Wainiqolo    |
| 8e      | Non attribué         | Non attribué          | Non attribué                        |
| 9e      | Sireli Maqala        | Aviron bayonnais      | Vilimoni Botitu Charles Ollivon     |
| 10e     | Gaël Dréan           | RC Toulon             | Cyril Cazeaux George Moala          |
| 11e     | Non attribué         | Non attribué          | Non attribué                        |
| 12e     | Tevita Tatafu        | Union Bordeaux Bègles | David Ribbans Joris Segonds         |
| 13e     | Non attribué         | Non attribué          | Non attribué                        |

| Journée | Joueur               | Club                  | Autres nommés                         |
| ------- | -------------------- | --------------------- | ------------------------------------- |
| 14e     | Louis Bielle-Biarrey | Union Bordeaux Bègles | Yacouba Camara Setariki Tuicuvu       |
| 15e     | Non attribué         | Non attribué          | Non attribué                          |
| 16e     | Anthony Jelonch      | Stade toulousain      | Maxime Lafage Baptiste Serin          |
| 17e     | Juan Cruz Mallía     | Stade toulousain      | Jiuta Wainiqolo Cameron Woki          |
| 18e     | Non attribué         | Non attribué          | Non attribué                          |
| 19e     | Jean-Baptiste Gros   | RC Toulon             | Rohan Janse van Rensburg Joe Simmonds |
| 20e     | Non attribué         | Non attribué          | Non attribué                          |
| 21e     |                      |                       |                                       |
| 22e     |                      |                       |                                       |
| 23e     |                      |                       |                                       |
| 24e     |                      |                       |                                       |
| 25e     |                      |                       |                                       |
| 26e     |                      |                       |                                       |

### Joueur du mois
Tous les mois, les internautes votent sur le site de la LNR pour élire le joueur du mois. La récompense est décernée en partenariat avec la Société générale.
| Mois      | Lauréat              | Lauréat               | Autre nommés             | Autre nommés          | Autre nommés      | Autre nommés      |
| Mois      | Joueur               | Club                  | Joueur                   | Club                  | Joueur            | Club              |
| --------- | -------------------- | --------------------- | ------------------------ | --------------------- | ----------------- | ----------------- |
| Septembre | Louis Bielle-Biarrey | Union Bordeaux Bègles | Sireli Maqala            | Aviron bayonnais      | Thomas Ramos      | Stade toulousain  |
| Octobre   | Ange Capuozzo        | Stade toulousain      | Romain Buros             | Union Bordeaux Bègles | Abraham Papali'i  | Castres olympique |
| Novembre  | Jack Willis          | Stade toulousain      | George Moala             | ASM Clermont          | Charles Ollivon   | RC Toulon         |
| Décembre  | Tevita Tatafu        | Union Bordeaux Bègles | Gaël Dréan               | RC Toulon             | Sireli Maqala     | Aviron bayonnais  |
| Janvier   | Gaël Dréan           | RC Toulon             | Léo Berdeu               | Lyon OU               | Julien Dumora     | Castres olympique |
| Février   | Baptiste Serin       | RC Toulon             | Mathieu Babillot         | Castres olympique     | Maxime Lafage     | RC Vannes         |
| Mars      | Ange Capuozzo        | Stade toulousain      | Rohan Janse van Rensburg | Union Bordeaux Bègles | Gabriel N'Gandebe | Montpellier HR    |
| Avril     | Dimitri Delibes      | Stade toulousain      | Will Skelton             | Stade rochelais       | Lucas Tauzin      | ASM Clermont      |
| Mai       | Santiago Arata       | Castres olympique     | Maël Moustin             | Montpellier HR        | Thibault Daubagna | Section paloise   |